# Bagamoyo

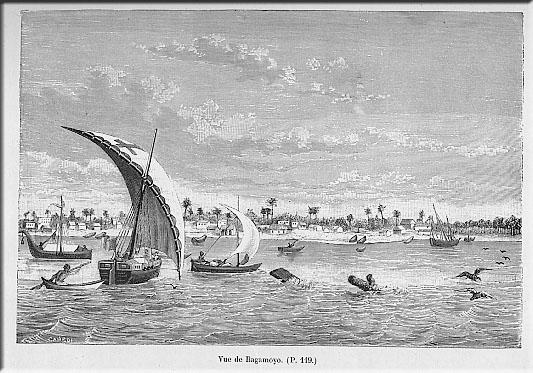
Bagamoyo från havet, mot slutet av 1800-talet

Bagamoyo i Tanzania är en stad med cirka 82 000 invånare som ligger 75 km norr om Dar es Salaam vid Indiska oceanen och är distriktshuvudstad.

## Historia
Bagamoyo som till en början vara en relativt obetydlig fiske- och handelsplats utvecklades under 1800-talet till att bli en av de viktigaste handelsplatserna längs Östafrikas kust, mycket tack vare de goda möjligheterna att få in större skepp nära land, ett bördigt inland och platsens i övrigt goda läge. Utvecklingen sammanföll med att andra handelsplatser i området, exempelvis Kaole cirka 5 km sydost om Bagamoyo, minskade i betydelse.
Platsens historia har påverkats mycket av persisk och arabisk handel under mer än tusen år och under 1800-talet, inte minst av vad som skett på ön Zanzibar som ligger cirka fyra mil utanför kusten. 1698 koloniserades ön av sultanatet Oman. Said ibn Sultan (1790–1865) tillträdde som sultan över Oman år 1806 och han förflyttade hela sitt högkvarter till ön Zanzibar på 1830-talet. Kryddor blev under hans styre successivt en allt viktigare ekonomisk källa. Den arbetskraft som krävdes blev grund till en av Afrikas största slavmarknader, med bas i Bagamoyo, och de flesta slavarna var från det afrikanska fastlandet. (Ön förklarades självständig från Oman år 1860, fyra år efter det att ibn Sultan dött.) Bagamoyo fungerade därmed som slutstationen för slavrutten från Ujiji vid Tanganyikasjöns strand och till Bagamoyo vid Indiska oceanen, en vandring längre än 1200 km. Från Bagamoyo skeppades slavarna sedan vidare till Zanzibars slavmarknad. Slav- och elfenbenshandelns centrala vägar från Ujiji till Bagamoyo är på Unescos tentativa lista av världsarv. Tanzania skickade in ansökan om att göra rutten till världsarv 2006.
Slavhandeln förbjöds officiellt 1873, men fortsatte i hemlighet fram till slutet av 1800-talet (enligt uppgifter hämtade från det lilla slavmuseet i Bagamoyo).

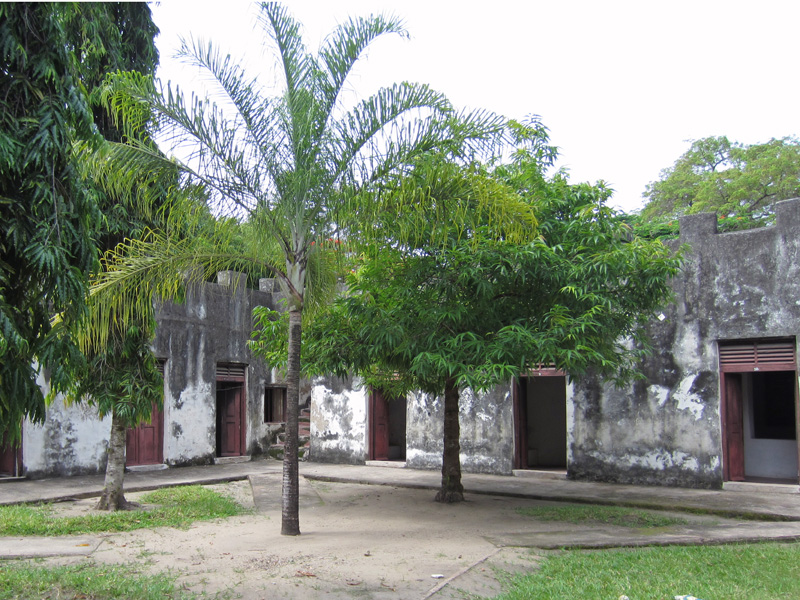
Den tyska garnisonen

Mot senare delen av 1800-talet började också européer intressera sig för Afrika och Tanganyika (norra delen av nuvarande Tanzania) koloniserades av tyska erövrare som Tyska Östafrika mellan 1886 och 1919. Strax efter sitt tillträde 1870 sålde den andra sultanen av Zanzibar, Sayyid Barghash ibn Said, nuvarande Tanzanias kust till Tyskland. Mellan åren 1886 och 1891 var Bagamoyo Tyska Östafrikas huvudstad. 1891 blev den då lilla staden Dar es Salaam, som hade en djupare hamn, huvudstad. Trots flytten byggde Tyskland under en period en hel del hus i Bagamoyo, och några finns ännu kvar. Staden minskade i betydelse när handeln flyttade till Dar es Salaam som fick järnvägsförbindelse med inlandet, en förbindelse som ersatte de gamla handelsvägarna.
Upptäcktsresande som Richard Francis Burton, John Hanning Speke, Henry Morton Stanley och James Augustus Grant tog sig från Zanzibar, via Bagamoyo där de skaffade bärare och provianterade innan de begav sig vidare in i Östafrikas inland på jakt efter Nilens källa (och David Livingstone i Stanleys fall). David Livingstone kom till Bagamoyo först efter sin död (1873), där hans kropp förvarades i Bagamoyos första kyrkas torn en natt i väntan på högvatten för vidare transport via Zanzibar mot London.

1868 öppnade de katolska Helgeandsfäderna, "Fathers of the Holy Ghost", den första katolska missionärsstationen i Östafrika, norr om staden. Missionsstationen var tänkt ta hand om barn som befriats ur slaveri.

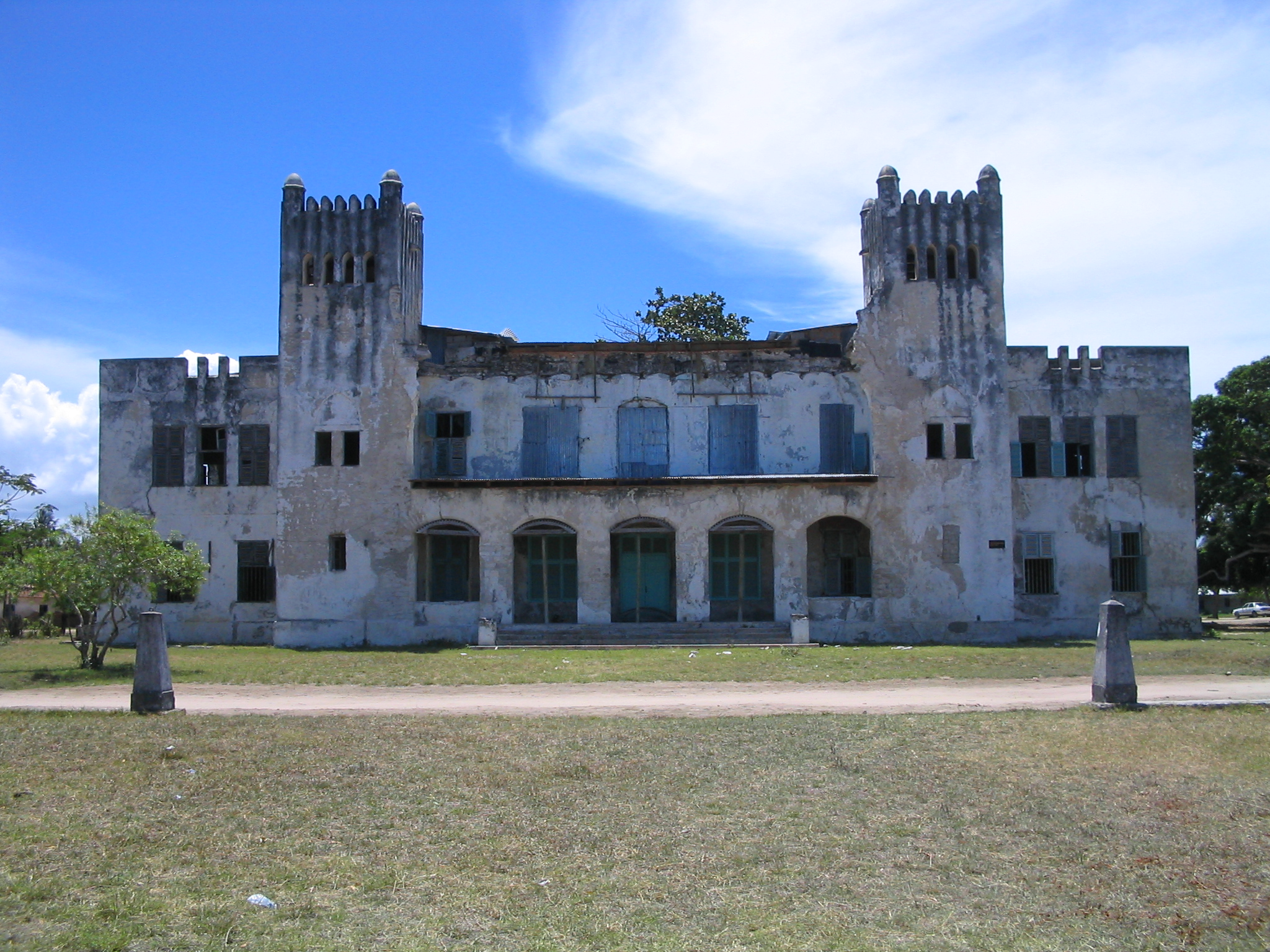
Det tyskbyggda fortet - Alte Boma - i Bagamoyo

## Bagamoyo Port
Idag finns planer på att skapa en stor hamn i Bagamoyo och runt hamnen en ekonomisk frizon. Investeringarna skulle då komma från Kina och Oman. Projektet startade under 2015 men stoppades av Tanzanias regering tre månader senare i januari 2016

## Konst- och dansskola
Bagamoyo College of Arts (“Chuo cha Sanaa”) har blivit ett av Tanzanias mest kända konstskolor och undervisar i traditionellt måleri, skulptur, trummor, drama och dans. År 2007 etablerade sig också Bagamoyo Arts and Cultural Institute (TaSUBa) här.

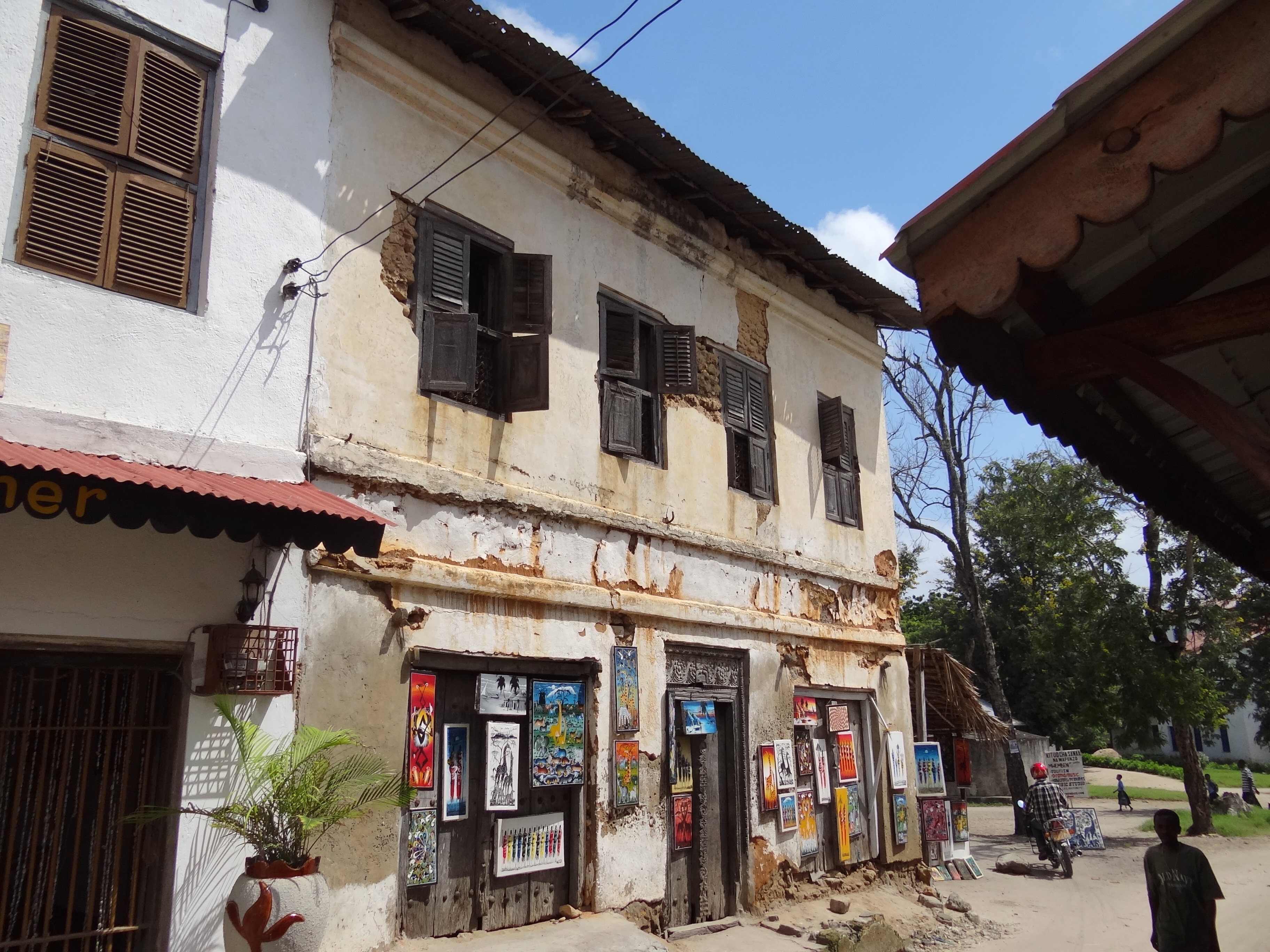
Gatubild, Bagamoyo (2013)

## Sevärdheter
Kaole: Cirka 5 km sydost om Bagamoyo längs kusten ligger Kaoles ruiner efter en shirazibosättning från 1200- till 1500-talet med rester av två moskéer och ett antal gravar från 1200- till 1500-talet. Ena moskén är dock äldre än så och hävdas vare den äldsta moskén i Östafrika . Kaole övergavs senare av oklara skäl. En teori är att mangroveträsk tog över Kaoles hamn.

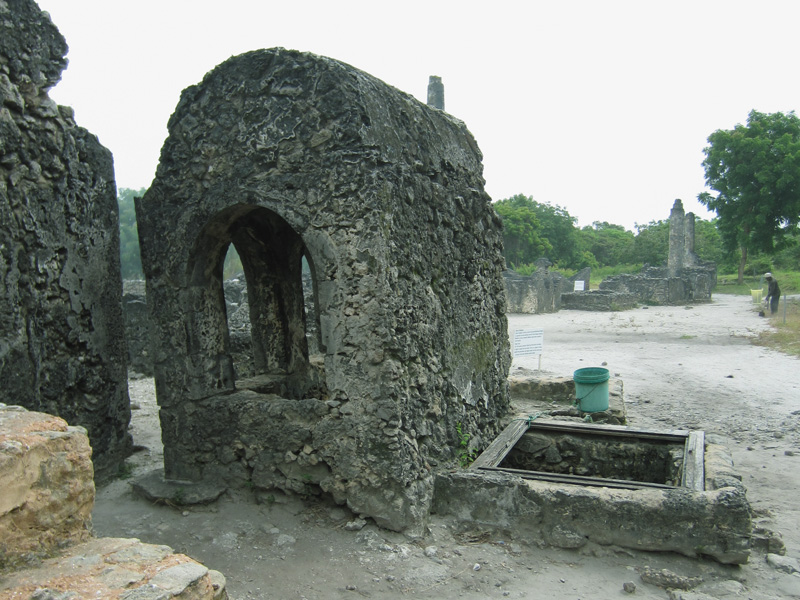
Moskéruin med vattenkälla i Kaole
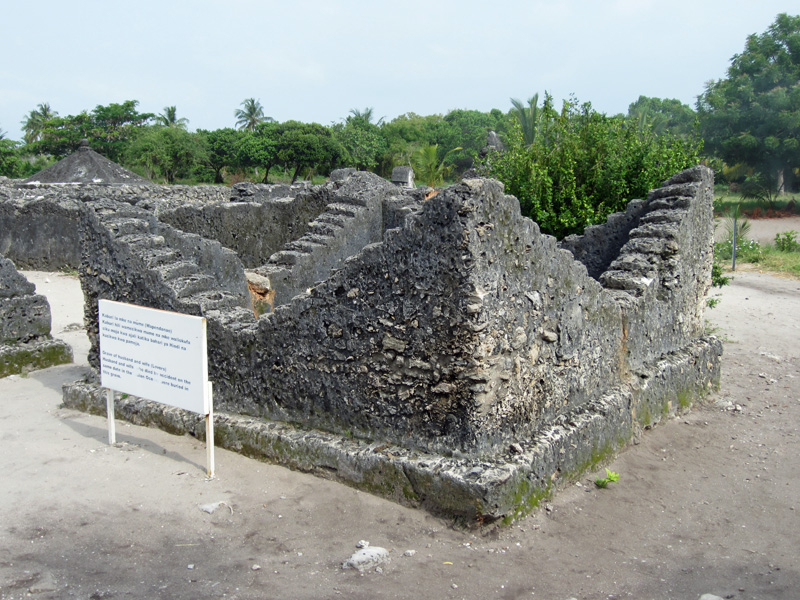
Grav i Kaole

- Bagamoyos museum är ett litet museum som visar Bagamoyos historia med hjälp av gamla fotografier, dokument och andra relikter från slavhandeln.
- Den första kyrkans torn där David Livingstones kropp förvarades en natt.

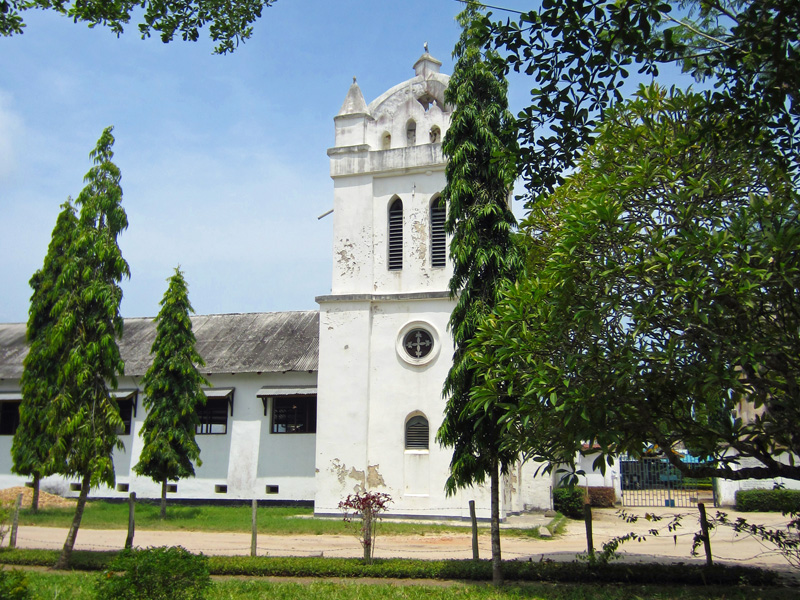
"Dr Livingstones torn" 2012 - kyrkobyggnaden där hans kropp låg en natt i Bagamoyo
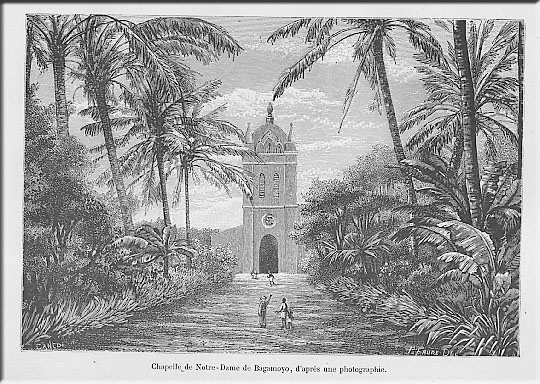
"Dr Livingstones torn" mot slutet av 1800-talet